# 董源
董源（？—約962年），名一作元，字叔達，江南鍾陵（今江西南昌）人，亦作江南人，五代南唐畫家。他曾擔任北苑副使，因此又稱董北苑:235。

## 風格
最擅長山水，其水墨及着色輕淡者，不為奇峭之筆，山石用麻皮皴，作峰巒出沒，雲霧顯晦，溪橋漁浦，洲渚掩映的江南景色，評者以為平淡天真，唐無此品；其着色濃重者，山石皴紋甚少，景物富麗，宛然李思訓風格。
董源的水墨山水畫，巨然加以發展，世稱「董巨」，為五代北宋間南方山水畫的主要流派，對元朝及其後畫壇影響甚大，與李成和范寬並為「宋三家」。相傳的作品有《寒林重汀圖》、《溪岸圖》、《瀟湘圖》、《夏山图》、《夏景山口待渡图》、半幅《溪山行旅》等。
董源兼工牛、虎、龍、水。《圖畫見聞志》上說他畫牛虎，有「肉肌豐混，毛毳輕浮，具足精神，脫略凡格」之評。

## 作品
- 《寒林重汀圖》,藏於日本黑川古文化研究所

- 《溪岸圖》,藏於美國紐約大都會博物館

- 《瀟湘圖》，藏於北京故宮博物院

- 《夏山图》，藏于上海博物馆

- 《夏景山口待渡图》，藏於遼寧省博物館

- 《洞天山堂》軸，藏於台灣台北國立故宮博物院

- 《龍宿郊民圖》，藏於台灣台北國立故宮博物院

- 《江堤晚景》軸，藏於台灣台北國立故宮博物院